# Бордер ет Ламансан
Бордер ет Ламансан (фр. Bordères-et-Lamensans) насеље је и општина у југозападној Француској у региону Аквитанија, у департману Ланд која припада префектури Мон де Марсан.
По подацима из 2011. године у општини је живело 348 становника, а густина насељености је износила 22,31 становника/km². Општина се простире на површини од 15,6 km². Налази се на средњој надморској висини од 70 метара (максималној 90 m, а минималној 52 m).

## Демографија
| 1962. | 1968. | 1975. | 1982. | 1990. | 1999. | 2011. |
| ----- | ----- | ----- | ----- | ----- | ----- | ----- |
| 346   | 351   | 313   | 291   | 331   | 344   | 348   |

График промене броја становника у току последњих година